# Bagong Shan
Bagong Shan är ett berg i Kina. Det ligger i provinsen Anhui, i den östra delen av landet, omkring 98 kilometer nordväst om provinshuvudstaden Hefei. Toppen på Bagong Shan är 114 meter över havet.
Runt Bagong Shan är det tätbefolkat, med 369 invånare per kvadratkilometer. Trakten runt Bagong Shan består till största delen av jordbruksmark.
Genomsnittlig årsnederbörd är 1 080 millimeter. Den regnigaste månaden är augusti, med i genomsnitt 176 mm nederbörd, och den torraste är januari, med 23 mm nederbörd.